# Hippelates catharinae
Hippelates catharinae är en tvåvingeart som beskrevs av Curtis W. Sabrosky och Paganelli 1984. Hippelates catharinae ingår i släktet Hippelates och familjen fritflugor. Inga underarter finns listade i Catalogue of Life.